# Anne Dorthe Tanderup
Anne Dorthe Tanderup (ur. 24 kwietnia 1972 w Aarhus), była duńska piłkarka ręczna, wielokrotna reprezentantka kraju.
Przez większość swojej kariery występowała w duńskim Viborg HK oraz w austriackim Hypo Niederösterreich.
Jej największym osiągnięciem było mistrzostwo olimpijskie w 1996 r. w Atlancie.
Jest żoną Bjarne Riisa, duńskiego kolarza szosowego, olimpijczyka.